# Francisco, El Jesuita
Francisco, El Jesuita (Francisco, o Jesuíta, no Brasil) é uma minissérie estadunidense de 2015 dirigida por Matthias Gueilburt e produzida pela Anima Films, baseada na biografia autorizada do Papa Francisco escrita pelos jornalistas Francesca Ambrogetti e Sergio Rubin. Seu primeiro episódio estreou na Telemundo em 13 de setembro de 2015.

## Sinopse
Francisco, El Jesuita revela o homem por trás do Papa: quem ele é e de onde vem. Ao ser eleito no Conclave de 2013, Jorge Mario Bergoglio decidiu assumir o papado sob o nome de Francisco, revelando uma opção definitiva pelos pobres e a simplicidade e proximidade que o tem diferenciado de outros pontífices. Além disso, sua chegada também anuncia o aumento da tolerância dentro da Igreja, e uma luta intransigente contra a corrupção financeira do Vaticano.

## Elenco
- María Lía Bagnoli	...	 Ester Ballestrino de Careaga
- Ramiro Boga	...	 Young Bergoglio
- Luciano Borges	...	 Padre Pepe
- Sergio Calvo	...	 Jorge Mario Bergoglio
- Laura Copello	...	 Avó
- Carlos Alberto Juarez	...	Secretário de Estado
- Alejandro Schiappacase	...	 Yorio
- Kevin Schiele	...	 Secretário alemão
- Gustavo Yaniello	...	 Francisco
- Néstor Zacco	...	 Quarracino

## Prêmios e indicações
| Ano  | Prêmio             | Categoria                               | Resultado |
| ---- | ------------------ | --------------------------------------- | --------- |
| 2016 | Emmy Internacional | Programa não anglófono do Horário Nobre | Venceu    |